# Suzuki Burgman
Burgman (известна в Японии как Skywave) — серия скутеров, производимая японской компанией Suzuki Motor Corporation с двигателями объёмом от 125 см3 до 638 см3.

## Серия AN
Серия AN была запущена в 1998 году. Первоначально линейка скутеров состояла из моделей AN250 и AN400. В 2002 году, в соответствии с Европейским законодательством, выпуск AN250 был прекращён с заменой на UH125, однако продолжает выпускаться в других странах.

## Серия AN2
В 2003 году введённая в эксплуатацию серия AN2 вводилась в вариантах UH125, AN400 и AN650. Был также вариант для ABS на моделях AN400 и AN650.
В 2004 году Suzuki запустила новую линейку AN650 Executive, в которой был полный комплект ABS и аксессуаров.
AN400 несколько раз модифицировали:
- С 2005 по 2006 стал доступен AN400S;

- С 2007 года увеличился диаметр колёс и добавлена новая тормозная система;

- Самые большие изменения ждали AN400 к 2018 году, тогда он был полностью переработан.

## Модели
- UH125 Burgman 125 (часто ошибочно идентифицируется как AN125). В то время как Burgman UH125 относится к классу макси-скутеров, AN125 — скутер.
- UH150 Burgman 150;
- UH200 Burgman 200;
- AN250 Burgman 250;
- AN400 Burgman 400;
- AN400 Burgman 400 ABS;
- AN650 Burgman 650;
- AN650A Burgman 650 Executive — этот пакет, помимо всего прочего, включает в себя ABS, электрическое регулируемое ветровое стекло, электрорегулируемые складывающиеся зеркала, пассажирскую спинку, хромированные выхлопные трубы и хромированный глушитель. В Канаде и Европе подогрев ручек и обогреваемые сиденья также входят в пакет Executive.

## Экспериментальные и ограниченные тиражи
Suzuki изготовила водородный топливный элемент — электрический гибридный скутер, который называется самосвалом[что?] топливных элементов Suzuki Burgman. Он получил одобрение «всего транспортного средства»[что?] в ЕС

## Список литературы
1. ↑  SUZUKI - BURGMAN Fuel-Cell Scooter. Дата обращения: 30 мая 2015. Архивировано 10 марта 2015 года.